# 柳珊瑚硬蛋白

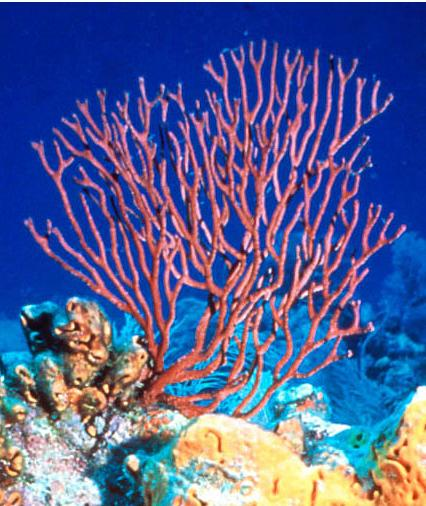
柳珊瑚的一種

柳珊瑚硬蛋白（英文：Gorgonin）是組成所有種類的柳珊瑚中的一種複合蛋白質。主要的成分是酪胺酸、溴、碘。方解石可以支撐整個珊瑚，而柳珊瑚素使柳珊瑚能夠在嚴峻的環境中生存。在最近發表的論文中，柳珊瑚硬蛋白被稱為含多酚的纖維蛋白或纖維硬化蛋白。

## 供用
研究表明，對柳珊瑚內的柳珊瑚素和方解石的測量可用於古氣候學和古海洋學。 對某些柳珊瑚物種（例如，Primnoa resedaeformis 和 Plexaurella dichotoma）的生長、組成和骨骼的結構可能與季節和與氣候變化有著密切的相關。

## 資料來源
1. ↑   .   [2023-08-28]. （原始内容存档于2023-08-28）.
2. ↑  . Wikipedia. 2023-02-15 （英语）.